# 青い春
『青い春』（あおいはる）は、漫画家・松本大洋の短編集『青い春』を基に豊田利晃監督が実写化した2002年公開の映画。『しあわせならてをたたこう』をベースに、『青い春』に収録された漫画のエピソードやキャラクターの要素を合わせて長編映画にしている。THEE MICHELLE GUN ELEPHANTの曲が劇中に多く使われている。主な出演者は松田龍平、新井浩文、高岡蒼佑、大柴裕介。

## ストーリー
新世代の不良達、それぞれの「青い春」。
男子校・朝日高校。不良グループはいつも屋上に集まっていた。卒業式の日、新3年生になった彼等は柵の外に立って何回手を叩けるかを競う通称「ベランダ・ゲーム」をやっていた。誰よりも多く叩いた者は学校を仕切る事が出来るが、失敗すれば校庭に真っ逆さまという伝説の根性試しゲーム。そしてその日8回という新記録を出したのは物静かな九條という男だった。しかし九條にとっては学校の仕切りもそんなゲームも無意味でどうでもいいことだった…。

## キャスト
- 九條（松田龍平）
- 青木（新井浩文）
- 雪男（高岡蒼佑（現高岡奏輔））
- 木村（大柴裕介）
- 大田（山崎裕太）
- 吉村（忍成修吾）
- 江上（コンマニセンチ・竹永善隆）
- 堀（仲島武士）
- オバケ（EITA（現永山瑛太））
- 野球部の1年（塚本高史）
- レオ（山中零）
- タロウ（鈴木圭）
- セブン（三浦アキフミ）
- 鈴木（鬼丸）
- 他校の番長（渋川清彦）
- 水口（KENTA）
- 花田先生（マメ山田）
- さぼーる（おばちゃん）（小泉今日子）
- シンナー中毒の学生（線香花火（現ピース）・又吉直樹）
- 馬場（コンマニセンチ・堀内貴司）
- お礼参りする学生（佐久間一行）

## 劇中使用楽曲
THEE MICHELLE GUN ELEPHANT
- 赤毛のケリー 「ロデオ・タンデム・ビート・スペクター」収録
- モナリザ 「GT400」収録
- ブギー   「Chicken Zombies 」収録
- ドロップ 「カサノバ・スネイク」収録

AnalerS
- My name is Bob
- 便所
- NEWS

the blondie plastic wagon
- BLACK LIMOUSINE
- RASPBERRY DANCE

　2nd mini ALBUM「BITCHES BLUE」収録
Stephen Collins Foster
- 夢路より
- 幸せなら手をたたこう

## スタッフ
- 監督：豊田利晃
- 原作：松本大洋
- 脚本：豊田利晃
- 美術：原田満生
- プロデューサー：宮崎大、小林智浩
- エンディングテーマ：THEE MICHELLE GUN ELEPHANT『ドロップ』
- 音楽監督：上田ケンジ
- メイキング：川野浩司

## エピソード
- 2018年6月10日に放送されたフジテレビ系列のトーク番組『ボクらの時代』にて、ゲスト出演した新井浩文が本作での出演料は主演の松田龍平以外は一律10万で、手取りは各自所属事務所、取り分3割と源泉徴収1割が引かれた6万だったと明かしている（撮影期間は3週間[1]）[2]。

## 受賞
- 第17回高崎映画祭（2003年）最優秀新人男優賞 - 新井浩文
- 第2回ニッポン・コネクション ニッポン・コネクション・ニューカマー賞